# AJ and the Queen
AJ and the Queen es una serie de televisión web de comedia dramática estadounidense, creada por RuPaul y Michael Patrick King. Se estrenó en Netflix el 10 de enero de 2020.

## Sinopsis
AJ and the Queen sigue a «Ruby Red, una drag queen más grande que la vida pero con poca suerte que viaja por Estados Unidos de club en club en un viejo vehículo recreacional de los años 90 con su compañera rebelde AJ, una niña de 10 años ruda y malhablada,que fue abandonada por su madre recientemente. A medida que estos dos inadaptados, uno alto y la otra pequeña, viajan de ciudad en ciudad, el mensaje de amor y aceptación de Ruby termina tocando a la gente y cambiando sus vidas para mejor».

## Elenco y personajes

### Principal
| Actor                   | Personaje                       |
| ----------------------- | ------------------------------- |
| RuPaul                  | Ruby Red                        |
| Izzy G. (Izzy Gaspersz) | AJ                              |
| Michael-Leon Wooley     | Louis                           |
| Josh Segarra            | Hector Ramirez / Damian Sánchez |
| Tia Carrere             | Señorita Peligro                |
| Katerina Tannenbaum     | Brianna                         |

### Recurrente
| Actor          | Personaje               |
| -------------- | ----------------------- |
| Matthew Wilkas | Oficial Patrick Kennedy |

### Invitados
| - Valentina - Mayhem Miller - Bianca Del Rio - Eureka O'Hara - Victoria «Porkchop» Parker - Alexis Mateo - Manila Luzon - Vanessa Vanjie Mateo - Jinkx Monsoon - Katya Zamolodchikova - Jaymes Mansfield | - Chad Michaels - Mariah Balenciaga - Kennedy Davenport - Jade Jolie - Ongina - Latrice Royale - Monique Heart - Ginger Minj - Trinity The Tuck - Jujubee - Pandora Boxx |

## Episodios
| N.º | Título                       | Dirigido por         | Escrito por                            | Fecha de lanzamiento original | Código de prod. |
| --- | ---------------------------- | -------------------- | -------------------------------------- | ----------------------------- | --------------- |
| 1   | «New York City» «Nueva York» | Michael Patrick King | RuPaul Charles & Michael Patrick King  | 10 de enero de 2020           | T12.16201       |
| 2   | «Pittsburgh»                 | Michael Patrick King | RuPaul Charles & Michael Patrick King  | 10 de enero de 2020           | T12.16202       |
| 3   | «Columbus»                   | Bobcat Goldthwait    | Jhoni Marchinko                        | 10 de enero de 2020           | T12.16203       |
| 4   | «Louisville»                 | Adam Davidson        | RuPaul Charles & Michael Patrick King  | 10 de enero de 2020           | T12.16204       |
| 5   | «Mt. Juliet» «Mount Juliet»  | Michael Patrick King | Eric Reyes Loo                         | 10 de enero de 2020           | T12.16205       |
| 6   | «Little Rock»                | Adam Shankman        | Stephen Soroka                         | 10 de enero de 2020           | T12.16206       |
| 7   | «Jackson»                    | Anne Fletcher        | Drew Droege                            | 10 de enero de 2020           | T12.16207       |
| 8   | «Baton Rouge»                | Michael Spiller      | Tracy Poust & Jon Kinnally             | 10 de enero de 2020           | T12.16208       |
| 9   | «Fort Worth»                 | Dennie Gordon        | Michael Patrick King & Jhoni Marchinko | 10 de enero de 2020           | T12.16209       |
| 10  | «Dallas»                     | Michael Patrick King | RuPaul Charles & Michael Patrick King  | 10 de enero de 2020           | T12.16210       |

## Producción

### Desarrollo
El 11 de mayo de 2018, se anunció que Netflix había ordenado la producción de la serie, para una primera temporada de 10 episodios. La serie está escrita y producida por RuPaul y Michael Patrick King, quienes también crearon el programa. Las compañías productoras involucradas en la serie incluyen MPK Productions y Warner Bros. Television. El 17 de julio de 2018, se publicó en línea un desglose de casting publicado a las agencias de talentos. En él se revelaron los nombres de cuatro nuevos personajes, Louis, Héctor Ramirez/Damian Sánchez, Señorita Peligro y Brianna, y se incluyeron también las descripciones de los personajes.

### Casting
Junto con el anuncio de la orden de producción de la serie, se confirmó que RuPaul protagonizaría la serie. El 20 de septiembre de 2018, se anunció que Josh Segarra, Michael-Leon Wooley, Katerina Tannenbaum y Tia Carrere se unirían al elenco principal de la serie. El 16 de octubre de 2018, se anunció que Izzy G. se uniría al elenco principal interpretando a AJ. El 18 de enero de 2019 se anunció que Matthew Wilkas se había unido al elenco recurrente de la serie.

## Recepción
En Rotten Tomatoes la serie tiene un índice de aprobación del 63%, basado en 8 reseñas, con una calificación promedio de 4/10. En Metacritic, tiene puntaje promedio ponderado de 45 sobre 100, basada en 6 reseñas, lo que indica «criticas mixtas o medias».